# Бистрова Яна Борисівна
Бистрова Яна (нар. 31 березня 1966, Київ, Україна) — українська сучасна художниця.

## Біографія
Яна Бистрова — мисткиня в третьому поколінні з Києва, Україна.
Народилася у сім'ї митців, скульптора Бориса Бистрова та художниці Валентини Куцевич.
Її минуле бере свій початок в обох: академічному навчанні в Київській академії образотворчого мистецтва та архітектури з дипломом «Мистецтво стінопису» та андеграундній мистецькій сцені кінця радянської епохи «Перебудова» у Фурманному провулку в Москві. Її перша офіційна участь у виставці припадає на студентські роки.
В 1991 році переїхала до Парижу . З 1998 по 2010 роки вона працювала в області дизайну, веб-дизайну і програмування.
З 2011 року повністю присвятила свій час живопису. Наразі художниця живе і працює між Францією, США та Україною.

## Освіта
1997 — CETA — école PAO (Франція)
1985—1990 Українська національна академія образотворчого мистецтва і архітектури
1979—1985 рр. Державна художня середня школа імені Т. Г. Шевченка

## Творчість
Її роботи еволюціонували від образних до абстрактних і гібридних форм вираження, з сильним концептуальним наголосом на кольорі, неоднозначності сприйняття та інтерпретації.

### Виставки

#### Персональні виставки
- 2022 Approaching a Chaotic Reality, Gallery Arte Azulejo, New York
- 2020 External Eye, UIMA, Chicago
- 2014 VUCA (volatility, uncertainty, complexity and ambiguity), Russkiy Mir gallery, Paris
- 2013 Intérieur — Extérieur, IGallery, Paris
- Une pause le temps de contempler !, Russiy Mir gallery, Paris
- 2008 Close-Up From A Distance, Tryptich gallery, Kyiv
- 1998 Your Photo Here, Attache Gallery, London

#### Вибрані групові виставки
- 2022 Painting in Excess: Kyiv's Art Revival, 1985—1993, Coral Gables Museum, Coral Gables
- 2021 Painting in Excess: Kyiv's Art Revival, 1985—1993, Zimmerli Art Museum, New Brunswick
- 2019 SALO, salon du dessin érotique, Paris, The Long Journey, 1985—2004 Contemporary Ukrainian Art from Private Collections Contemporary Art Research Institute of the National Academy of Arts of Ukraine, Kyiv
- 2018 A Room of One's Own, Pinchuk Art Center, Kyiv
- 2017 Cultural Drift: Migration of Artistic Influence, Frangulian gallery, Paris, Private Collections. Contemporary Ukrainian Artists, Contemporary Art Research Institute of the National Academy of Arts of Ukraine, Kyiv
- 2016 Recipe for Utopia, Contemporary Art Research Institute of the National Academy of Arts of Ukraine, Kyiv
- 2015 Museum collections. Contemporary Ukrainian art 1985—2015, Art-Kyiv, Mystetskyi Arsenal, Kyiv Art for life Charity auction, Charity auction to the benefit of ATO (Anti Terrorist Operation) veterans, Kyiv
- 2012 Myth «Ukrainian Baroque», National Art Museum of Ukraine, Kyiv
- 2010 Born In The USSR Made In France, Espace Blanc Manteaux, Paris
- 2009 Espace Nature, Blue Square gallery, Paris
- 2004 Hype Gallery, Palais de Tokio, Paris
- 2003 Body Count, L'œil du Huit gallery, Paris
- 1993 Salon De Mai, Grand Palais, Paris
- 1993 Exposition De Dessin, Académie des Beaux-Arts, Paris
- 1991 Explosition, Avignon Festival, Avignon
- 1990 Erotisism, The Youth Palace, Moscow
- 1990 Young Artists From Kyiv, Kai Forsblom gallery, Helsinki
- 1990 Explosition, Avignon Festival, Avignon
- 1989 The Resolute Edge Of National Posteclecticism, Guelman gallery, Moscow
- 1989 Fourmanny Lane, Polish Modern Art Foundation, Warsaw
- 1988 Eidos, The Youth Palace, Moscow Dialogue Through the Centuries, Polytechnic Institute, Kyiv
- 1987 Kyiv — Tallin, Polytechnic Institute, Kyiv

### Постійні роботи в музеях та галереях
- Brovdi Art Foundation, Ukraine
- National Art Museum of Ukraine,
- Ukraine Pinchuk Art Center, Ukraine
- Stedley Art Foundation, Ukraine
- Zenko Foundation, Ukraine
- Zimmerli Art Museum, Rutgers University, USA

### Каталоги
- Martynyk, Olena. «Yana Bystrova», Painting in Excess. Kyiv's Art Revival, 1985—1993, Zimmerli Art Museum|Rutgers, Jan. 2021, p. 67
- Lozhkina, Alisa. "", Une révolution permanente 1880—2020 l'art Ukrainien contemporain et ses racines, Nouvelles Éditions Place, 2020, p. 231
- Quénéhen, Laurent. «Yana Bystrova», Salo VII — salon du dessin érotique, 2019, p. 12
- Esterkina, Inga. «You Have To Only Understand It Thrice», 25 years of presence (double volume), ArtHuss, 31 Dec 2016, 1 st volume, p. 28-29
- Solovyov, Oleksandr. «Yana Bystrova», Contemporary Ukrainian Art from private collections, Zenko Foundation, 2016
- Solovyov, Oleksandr. «Yana Bystrova», The Museum Collection Ukrainian Contemporary Art 1985—2015, From Private Collections, Mystetskyi Arsenal, 2015, p. 40 & 108
- Tjaden, Hannah and Dolman, Alex. «New Now», Phillips London, Dec. 2015, p. 199
- Bystrova, Yana. «VUCA» Russkiy Mir, 2014
- Skliarenko, Galyna. The «Ukrainian Baroque» Myth, Aug. 2012, p. 167
- Skoryk, S.G. «Contemporary Art Auction #14 (Valentin Rayevsky)», Auction catalogue, Golden Section, 27 Nov. 2010, p. 68
- Marcadé, Lean-Claude. Born in the USSR, made in France, Apr. 2010, p. 4
- Bystrova, Yana. «Close-up From the Distance», Close-up From the Distance, Tryptic Gallery, Aura, 17 Apr 2008
- Friedman, Terri & Ganahl, Rainer. «Attaché Gallery», Zingmagazine Volume 2/Fall 98, 18 March 1998, p. 52
- Diehl, Gaston. «Tous Solidaires», Salon de mai 1993, 1st Mai 1993, p. 20
- Sviblova, Olga. «In Search Of a Happy End», Young artists from Kyiv, Gallery Kaj Forsblom 1990, p. 8
- Kaszuk, Larisa. «Studio 31», Fourmanny Lane, Old Norblin's Manufacture, Nov. 1989, p. 66
- Dialogue through the ages, 1988